# Bauernhof Großkopf

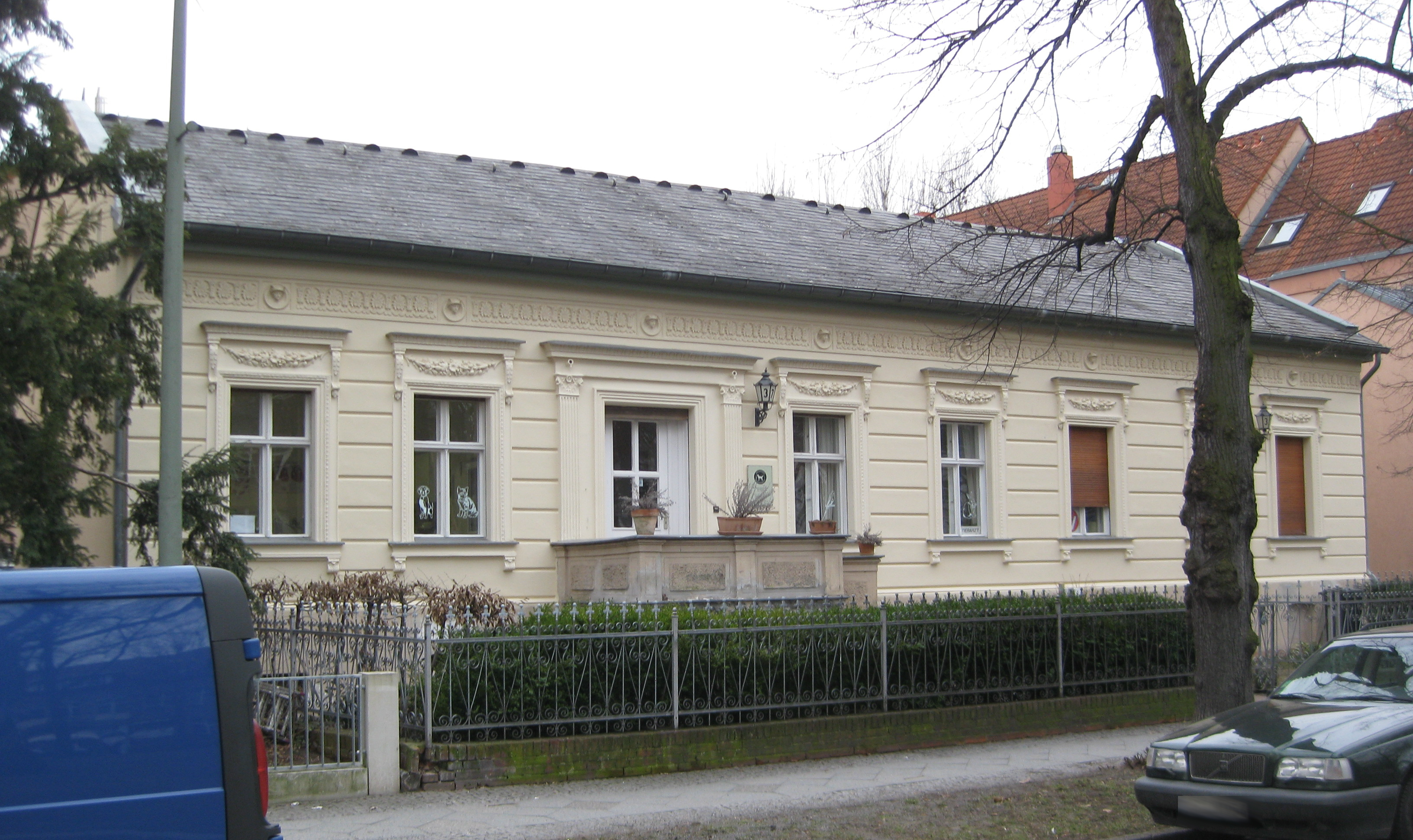
Wohnhaus des Bauernhofs Großkopf

Der Bauernhof Großkopf (ⓘ) auf dem Grundstück Alt-Reinickendorf 37 ist ein Baudenkmal in Berlin-Reinickendorf.
Der Hof war von 1688 bis 1984 im Familienbesitz. Ursprünglich war er als Vierseithof angelegt worden, in der zweiten Hälfte des 19. Jahrhunderts wurde er jedoch komplett umgestaltet, so dass er heute als Dreiseithof erhalten ist. Das Grundstück wurde 1968 geteilt, so dass heute die ehemalige Scheune das Grundstück zur Südseite begrenzt.
Das Wohnhaus des Hofs wurde 1874 nach Plänen von W. Helmsdorff errichtet, 1887 folgte die Erweiterung und Umgestaltung durch Carl Sott. Dabei wurde die Fassade zur Straße hin mit spätklassizistischen Dekorelementen aus Putz und Stuck versehen, die Hofseite blieb ohne diesen Schmuck. Die Einfriedung des Vorgartens ist ein niedriges und filigranes Gitter, woraus sich ein Bild des Straßenraums gegen Ende des 19. Jahrhunderts ableiten lässt: Die Einfriedung sollte keine Barriere mit Schutzfunktion sein, sondern nur eine Abgrenzung zur Straße.
Zeitgleich mit dem Wohnhaus entstand 1874 der Stall des Hofs bereits nach dem Entwurf von Carl Sott. Entlang dieses Gebäudes verläuft die östliche Grundstücksgrenze. Der Stall ist ein Massivbau mit einem Erd- und einem Drempelgeschoss unter einem Pultdach. Das Drempelgeschoss wurde 1891 erhöht.
Die Scheune wurde 1896 durch den Reinickendorfer Bauunternehmer Wilhelm Dermitzel errichtet. Der rote Ziegelbau ersetzte eine kleinere Fachwerkscheune. Das Gebäude hat ein Drempelgeschoss, ein Satteldach und rechteckige Durchfahrtstore. Es weist das für dörfliche Wirtschaftsgebäude zeittypische Ornament auf: Die eisernen Balkenanker sind als Rosetten ausgeführt, die Stichbogenfenster mit Blendbögen versehen und das Giebelgesims ist angetreppt.